# Ricardinho (futsal)
Pour les articles homonymes, voir Ricardinho.
Ricardo Filipe da Silva Braga, plus connu comme Ricardinho, né le 3 septembre 1985 à Valbom, Gondomar (Portugal), est un joueur international portugais de futsal.
Après des débuts à 17 ans à Miramar, où il est élu meilleur espoir du championnat du Portugal, Ricardinho rejoint le Benfica Lisbonne en 2003, découvrant dans le même temps la sélection lusitanienne. Au sein de la capitale lisboète, il remporte notamment six titres de champion et le titre européen en 2010. Cette performance lui vaut de remporter son premier prix FutsalPlanet, équivalent du Ballon d’or du futsal récompensant le meilleur joueur de l’année. Il s’exile ensuite au Japon, à Nagoya, avant de tenter une expérience russe au CSKA Moscou, puis de revenir au Benfica. À partir de 2013, c’est au sein du club espagnol de l’Inter FS, avec qui il écrit les plus belles lignes de son palmarès. Quatre fois lauréat d’un championnat d’Espagne, le club ibérique remporte deux fois la Coupe de l'UEFA en 2017 et 2018. Dans le même temps, Ricardinho est élu cinq années consécutives meilleur joueur du monde (de 2014 à 2018), un record. En 2021, il signe un contrat de trois ans avec l'ACCS Asnières-Villeneuve, champion de France dès sa première année.
Avec le Portugal, Ricardinho brille tout autant : meilleur buteur du Mondial 2016, il réitère cette performance à l’Euro 2018 en étant élu meilleur joueur d’un tournoi remporté par la Seleção. Blessé pendant une grande partie de la saison 2020-2021, Ricardinho mise tout sur sa préparation pour la Coupe du monde 2021. Son équipe du Portugal remporte le premier titre mondial de son histoire, en battant l’Argentine en finale (2-1). Désigné meilleur joueur du tournoi, Ricardinho est ensuite récompensé, comme tous ses coéquipiers, de la médaille de l’Ordre du Mérite portugais.
Son style spectaculaire, sa technique au-dessus du lot et sa vitesse d’exécution des deux pieds en font un joueur unique, capable de renverser une rencontre à lui seul.

## Biographie

### Débuts au Portugal
Ricardo Filipe da Silva Braga naît à Valbom, Gondomar le 3 septembre 1985. Il commence par jouer au football à onze, entre 5 et 13-14 ans. Il est invité par le FC Porto pour passer des essais mais n'est pas retenu, jugé trop petit pour jouer au football. Contraint et forcé, il passe au futsal. Son adaptation est rapide et ce sport lui plait.
Se faisant appeler Ricardinho, il débute sous les couleurs de Gramidense. Le jeune joueur intègre Miramar pour ses premiers pas en professionnel à seize ans. Il se fait remarquer dès ses débuts en 2002 en étant élu meilleur espoir du championnat lusitanien.
Soucieux de contrer l’hégémonie du Sporting, Benfica monte sa propre équipe de futsal et engage le natif de Porto en 2003, qui devient international au même moment. S’ensuivent sept premières années où Ricardinho glane treize trophées : cinq titres de Champion du Portugal, quatre Coupes du Portugal, trois Supercoupes du Portugal et la Coupe de l'UEFA en 2010.

### Consécration à l'étranger (depuis 2010)
Après avoir tout gagné dans son pays, il décide de s’exiler. En 2010, celui qui est surnommé « O Magico » (le magicien) tente l’aventure au Japon, aux Nagoya Oceans pour 3 ans. Dès la première année, Ricardo devient champion du Japon, remporte la coupe nationale et est sacré meilleur joueur du championnat. Cette même année, le joueur remporte l’AGLA Award de meilleur joueur du monde. Il est le premier joueur portugais à remporter cette distinction. Au sommet, Ricardinho est prêté au CSKA Moscou. Mauvaise expérience, il quitte le club quelques mois plus tard pour retourner à Benfica, toujours en prêt. Retour aux sources et suite de la moisson de titres avec un nouveau sacre de champion du Portugal et une Coupe du Portugal. De retour à Nagoya, le Portugais termine son contrat par un nouveau titre national.
En 2013, Ricardinho rentre en Europe, en Espagne. Il s’engage avec l’Interviù, ogre du futsal continental avec trois sacres européens. Là encore, il est couronné de succès avec deux titres de champion d’Espagne, une Coupe d’Espagne, une Coupe du Roi, une Supercoupe d’Espagne et les titres de meilleur joueur du championnat et de la Coupe en 2014 et 2015. En 2014, il est à nouveau sacré meilleur joueur du monde.
Début janvier 2020, il se met d'accord avec l'ACCS Paris 92, alors leader du championnat français, pour un contrat de trois ans à partir de juillet 2020. Bien qu'il termine sa saison dès mars 2021 à cause d'une blessure au tendon d’Achille droit, il est sacré champion de France.

### En équipe nationale
Ricardinho connait sa première sélection avec le Portugal le 26 juin 2003, lors d'un match amical contre Andorre, a seulement 17 ans. Il marque son premier but trois jours plus tard contre la Slovaquie (victoire 5-1).
Avec l'équipe du Portugal de futsal, Ricardinho est sacré meilleur joueur de l’Euro 2007 tout en étant éliminé en demi-finale.
Il connaît ensuite moins de réussite en étant éliminé dès la phase de poules au Mondial 2008, forfait pour l’Euro 2010 où le Portugal échoue en finale, éliminé en quarts à l’Euro 2012, absent à l’Euro 2014 et à nouveau en quart de finale en 2016.
L'Euro 2018 est une consécration pour Ricardinho et sa sélection. Le Portugal est sacré champion d'Europe pour la première fois de son histoire en battant l'Espagne par 3 buts à 2. Durant la finale, Ricardinho ouvre le score dès la première minute de jeu. Il est élu meilleur joueur du tournoi et en est le meilleur buteur avec sept réalisations.
L'ailier remporte le titre de champion du monde avec le Portugal en octobre 2021 en Lituanie. Il est élu meilleur joueur du tournoi.
Début novembre 2021, Ricardinho annonce sa retraite internationale. Il dispute un dernier match amical en avril 2022 face à la Belgique, marquant pour l'occasion un 142ème et dernier but avec la sélection portugaise. 
En 19 ans au sein de l'équipe nationale, le capitaine de la sélection marque 142 buts en 188 matches,. 

## Style de jeu
Le Portugais est un joueur référence de la discipline grâce à son style de jeu spectaculaire.
Ricardinho est souvent comparé au footballeur Cristiano Ronaldo, lui aussi portugais. Pour autant, il se rapproche plus de son rival Lionel Messi dans sa manière de jouer en plus d'être plus petit que la moyenne et gaucher.
Ricardinho est réputé dans le futsal mondial pour son style spectaculaire. Doté de qualités techniques au dessus de la moyenne, ses équipes bénéficient de ses dribbles, frappes puissantes des deux pieds et de ses passes déroutantes grâce à son touché de balle et sa vision de jeu.

## Palmarès

### Récompenses individuelles
Fin 2018, Ricardinho est élu meilleur joueur du monde en recevant le trophée « Umbro Futsal Awards », l'équivalent du Ballon d'or de football. Déjà lauréat en 2010, 2014, 2015, 2016 et 2017, l'international portugais de l'Inter Fútbol Sala le remporte pour la sixième fois, devant ses coéquipiers en clubs Gadeia (en) et Adrián Alonso Pereira (en).
Désigné meilleur joueur de la Coupe du monde 2021, Ricardinho est ensuite récompensé, comme tous ses coéquipiers, de la médaille de l’Ordre du Mérite, remise par le président portugais Marcelo Rebelo de Sousa.
En août 2019, Ricardinho est élu dans l'équipe-type des 30 ans de la LNFS espagnole en tant qu'ailier gauche, aux côtés Luis Amado, Paulo Roberto, Kike Boned et Javi Rodríguez.
| -               | Mondial | Continental                                          | National |
| --------------- | --- | ---------------------------------------------------- | --- |
| Meilleur joueur | - Meilleur joueur du monde (6) - Vainqueur : 2010, 2014, 2015, 2016, 2017, 2018 - Coupe du monde (1) : 2021 | - Coupe de l'UEFA (2) - Meilleur espoir : 2007, 2018 | - Championnat du Portugal (2) - Meilleur joueur : 2006–07 - Meilleur espoir : 2002–03 - Meilleur espoir du Championnat du Japon (1) : 2010–11 - Meilleur espoir du Championnat d'Espagne (2) : 2013–14, 2014–15 - Meilleur espoir de la Coupe du Roi d'Espagne (1) : 2014 |
| Meilleur buteur | - Coupe du monde (1) : 2016                                                                                 | - Coupe de l'UEFA (1) : 2016 (6 buts)                | - Championnat du Portugal (1) : 2006–07 (49 buts) |

### Titres collectifs en club
| Continental | Benfica | Nagoya | Interviù | ACCS AV 92                                    |
| --- | --- | --- | --- | --------------------------------------------- |
| - Coupe de futsal de l'UEFA (3) - Vainqueur : 2010 (Benfica), 2017 et 2018 (Interviù) - Finaliste : 2004 (Benfica) - Championnat des clubs de l'AFC (1) - Vainqueur: 2011 (Nagoya) - Troisième : 2013 (Nagoya) - Coupe d'Europe des vainqueurs de coupe - Finaliste : 2007 (Benfica) | - Championnat du Portugal (6) - Vainqueur : 2003, 2005, 2007, 2008, 2009, 2012 - Coupe du Portugal (5) - Vainqueur : 2003, 2005, 2007, 2009, 2012 - Supercoupe du Portugal (5) - Vainqueur : 2003, 2006, 2007, 2009, 2012 | - F. League (2) - Vainqueur : 2010-11, 2012-13 - Puma Cup (4) - Vainqueur : 2013 - Ocean Arena Cup (4) - Vainqueur : 2011, 2012, 2013 - All Japan Championship (1) - Vainqueur : 2013 | - Primera División (4) - Vainqueur : 2014, 2015, 2016, 2017 - Copa de España (3) - Vainqueur : 2014, 2016, 2017 - Copa del Rey (1) - Vainqueur : 2015 - Supercopa de España (2) - Vainqueur : 2015, 2017 | - Championnat de France (1) - Champion : 2021 |

### En sélection
- Championnat d'Europe de futsal
  - Vainqueur en 2018

- Coupe du monde de futsal
  - Vainqueur en 2021